# Thrypticus sumatranus
Thrypticus sumatranus är en tvåvingeart som beskrevs av Jennifer L. Hollis 1964. Thrypticus sumatranus ingår i släktet Thrypticus och familjen styltflugor. Inga underarter finns listade i Catalogue of Life.